# Volusiano
Gaio Vibio Afinio Gallo Veldumniano Volusiano (in latino Gaius Vibius Afinius Gallus Veldumnianus Volusianus; ... – Terni, agosto 253) è stato un imperatore romano dal 251 al 253 insieme al padre Gaio Vibio Treboniano Gallo.

## Biografia
Volusiano era figlio dell'imperatore romano Treboniano Gallo e di Afinia Bebiana; aveva anche una sorella, di nome Vibia Galla. Ricevette il titolo di Cesare e princeps iuventutis nel 251, quando il padre assunse il trono e adottò, associandolo al trono come co-augusto, Ostiliano, figlio del suo predecessore Decio. Nel novembre 251, però, Ostiliano era morto per la peste che stava flagellando Roma, e Volusiano fu elevato dal padre al rango di co-augusto.

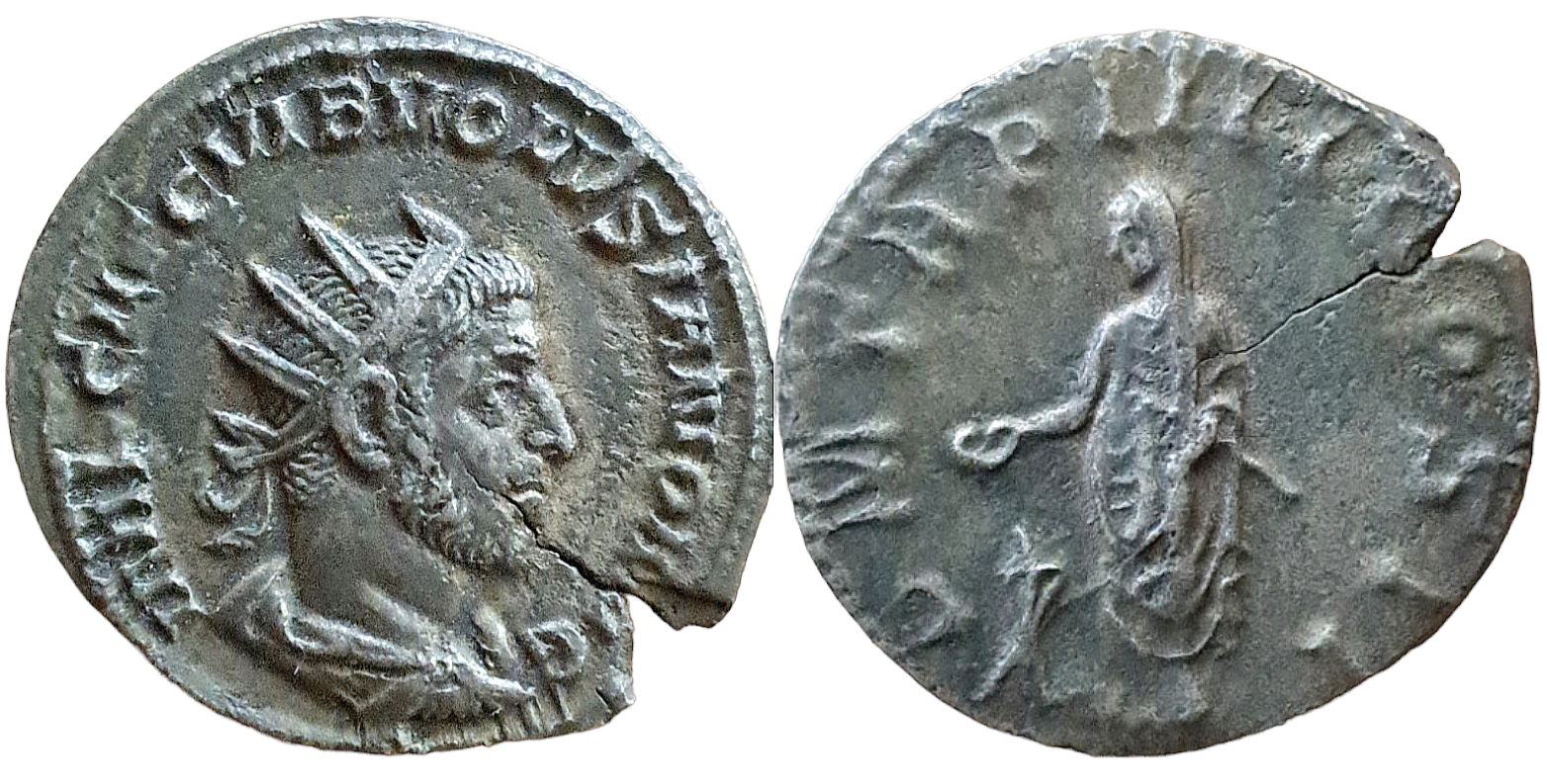
Antoniniano in biglione di Volusiano, coniato nel 253 dalla zecca di Roma.
Al dritto il profilo dell'imperatore rivolto a destra, indossante corazza e paludamentum, e col capo cinto dalla corona radiata, attributo della divinità solare, il cui culto di origine orientale, fortunatissimo presso i soldati, si integrò dal II secolo nel tradizionale Pantheon olimpico. La legenda reca IMP(eratori) CAE(sari) C(aio) VIB(io) VOLVSIANO AVG(usto). Al rovescio l'imperatore, stante e rivolto a sinistra, indossa una lunga toga, ed è velato capite. Egli è ritratto cioè come Pontifex Maximus, ed effettua un sacrificio davanti un altare, avente una patera rituale nella destra e uno scettro nella sinistra. La legenda reca P(ontifici) M(aximo) TR(ibunicia) P(otestate) IIII CO(n)S(uli) II.

Nel 253, allo scopo di combattere il generale ribelle Marco Emilio Emiliano, proclamato imperatore dalle truppe danubiane, Treboniano e Volusiano lasciarono Roma alla testa dell'esercito, diretti a nord. Giunti appena a Interamna Nahars, si sparse la voce che Emiliano era penetrato in Italia e che si stava avvicinando rapidamente: i soldati di Treboniano, allora, si ribellarono e uccisero lui e Volusiano.